# Mah (Gott)

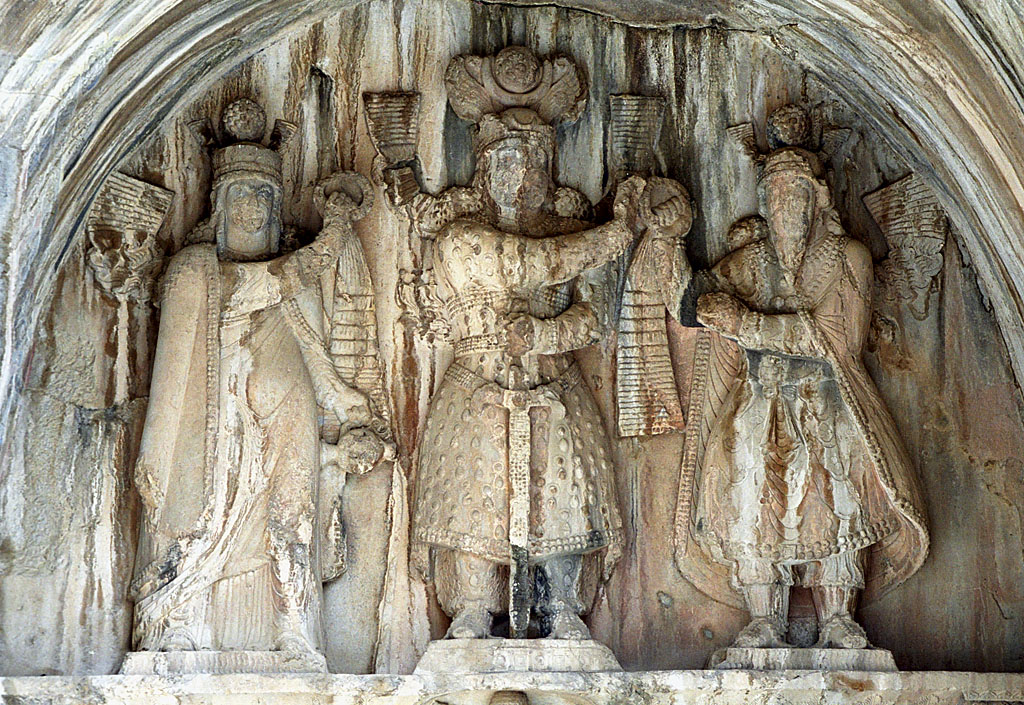
Felsskulptur in Taq-e Bostan, Iran, mit dem Großkönig Chosrau II. in der Mitte und der Darstellung des sichelförmigen Mondes in der Krone über dem Haupt des Königs, des Weiteren Anahita links und Ahura Mazda rechts im Bild

Māh (deutsch: „Mond“, entsprechend Māonghah / Māwngha / Māvangh im Avestischen) ist ein zoroastrischer Mondgott. Er wird mit einer Mondsichel, die über seiner Schulter aufsteigt, dargestellt. Man kennt ihn unter anderem von Münzen. Erst in parthischer Zeit verstand man den Mond als Göttin.
In der iranischen Literatur ist dem Mond insbesondere eine Hymne gleichen Namens, Māh Yasht, „Hymne an den Mond“, gewidmet. Doch begegnet uns der Mond bereits in den Gathas, des Weiteren u. a. im Khordeh Avesta im Abschnitt Māh Niyâyeš, einem Lob auf den Mond, und im mittelpersischen Bundahischn. Im Bundahischn erscheint der Mond als der Hüter des Ursamens aller Tiere (Pahlavi Cihr/Tschihr, Avestisch Cithra) und spielt eine wesentliche Rolle im Kampf gegen das Böse, repräsentiert durch Ahriman, den „Geist der Zerstörung“ (Avestisch Angra Mainyu). 
Auch im Māh Yasht wird dem Mond als Hüter des Ursamens gehuldigt. Diesbezüglich ist Māh Yasht unter anderem zu entnehmen: „Die Amescha Spenta verbreiten seine Glorie über die Erde, die Ahura-Erschaffene. Und während des Mondes Licht zum Frühling an Wärme gewinnt, wachsen empor aus der Erde goldfarbene Pflanzen ... Wir preisen Antare Māwngha, den Wahrhaftigen, den Herrn der Wahrhaftigkeit; wir preisen Perenō Māwngha, den Wahrhaftigen, den Herrn der Wahrhaftigkeit; wir preisen Višaptaθa, den Wahrhaftigen, den Herrn der Wahrhaftigkeit.“
Hierbei bezeichnet gemäß Bundahischn Antare Māwngha die Zeit der Mondsichel vom ersten bis zum fünften Tage des Monats, Perenō Māwngha die Phase des vollen Mondes vom zehnten bis zum fünfzehnten Tag und Višaptaθa die Phase der abnehmenden Mondsichel zwischen dem zwanzigsten und dem fünfundzwanzigsten Tag. Im iranischen Pantheon gilt jeder der genannten Mondphasen ausdrücklich eine eigene, namentlich entsprechende Gottheit, der im Yasna und im Māh Niyâyeš gehuldigt wird.